# 囚人服

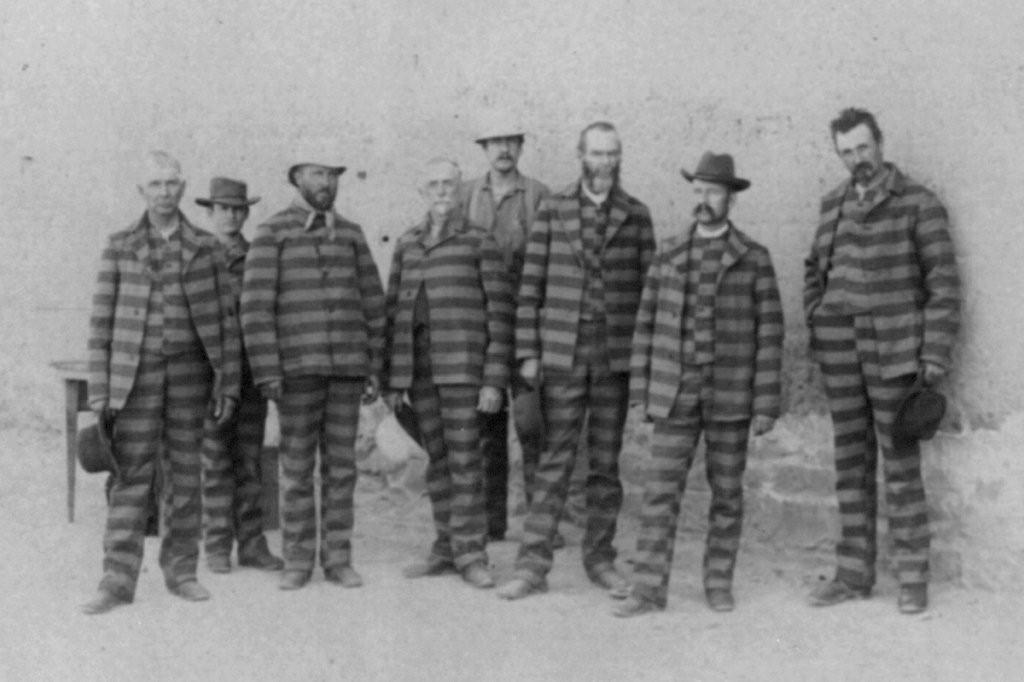
米ユタ州の囚人たち（1885年頃）

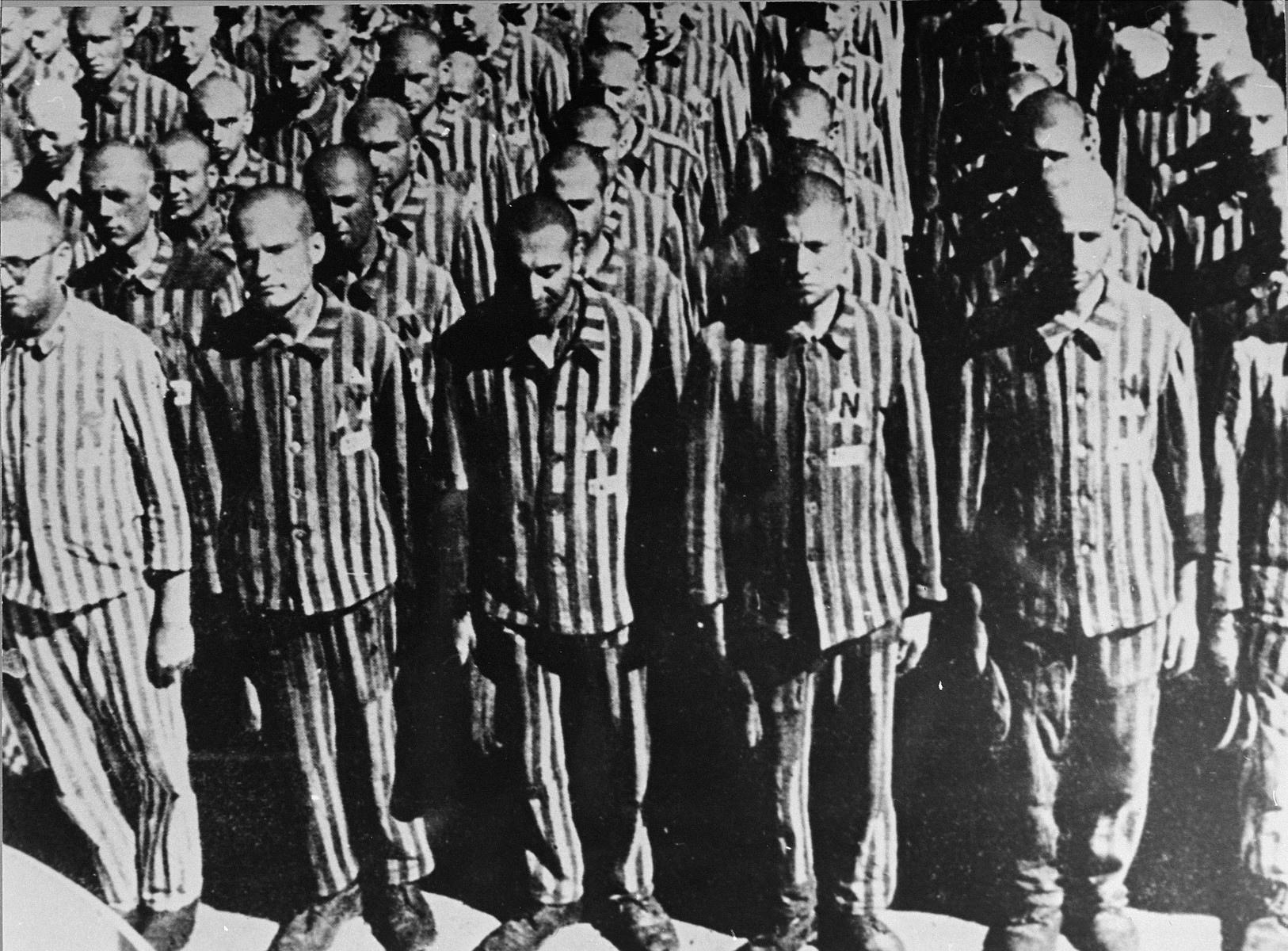
第二次世界大戦中、ブーヘンヴァルト強制収容所に収容されたドイツのユダヤ人たち

囚人服（しゅうじんふく）は、囚人が着用するよう定められた服。受刑者服、獄衣とも呼ばれる。いわゆる制服の一種であるが、アイデンティティの抑圧という点ではその究極例でもある。囚人に一定の服を着せることは、監視の必要性や脱走への備えとして古くから行なわれてきた。
漫画や映画において囚人服は白黒の縞模様でデザインされることが多く、実際に欧米では、細い縦縞、あるいは太い横縞、あるいは片身代わり（左右非対称の柄）の使用例が見られる。
囚人服は一般に粗末な布地と簡素な仕立てで作られるが、1957年に採択され、1977年と2015年に改訂された国連のガイドラインである国連被拘禁者処遇最低基準規則を踏まえて改善される傾向にある。

## 国際的ガイドライン
国連被拘禁者処遇最低基準規則（1957年）では、囚人の衣類について次のようなガイドラインを定めている。
オランダ政府による『望ましい監獄実務に関するハンドブック』（1995年）は、上の (1) について衣類の身体保護機能に加え、社会的・心理的機能という観点を示し、十分かつ品位を保った衣類は被収容者の健康のみならず気力にも影響を与えると指摘したうえで、私服の着用、あるいは一般社会の衣類に近いデザインの制服の着用を勧告している。また (2) については衣類の乾燥を最も重要な問題としている。
『望ましい監獄実務に関するハンドブック』は他にも、囚人服は着用者の体型に合ったものであること、囚人服が外部社会の文化的慣習に従うことなどを求めている。例えば女性がズボンを着用しない社会において、女性受刑者がズボンの着用を強制させられるべきではないとしている。

## 各国の囚人服

### 日本

剝身屋半纏

律令時代の囚衣は半臂と股引の組み合わせであり、冠位十二階で最下層とされる橡墨衣（つるばみすみぞめ、渋い薄墨色）で染められた。鎌倉・室町時代は徒刑が廃れたため、囚衣に相当するものは見当たらない。
江戸時代は藩によるが、男は半臂あるいは法被に股引、女は長衣か半纏で、浅黄色か柿色が多かった。徒刑が用いられた場所では、作業しやすいよう袖口を三角形に絞った剝身屋半纏に股引という姿も見られた。これら江戸時代の様式は明治初期も引き継がれた。
1872年（明治5年）の監獄則で、獄衣は柿色（実際は赭色（あかいろ）と呼称）の短衣、窄袖、股引と定められ、白の垂領襟に獄舎名と囚人番号が墨書された。1881年（明治14年）の改正監獄則は、既決囚の獄衣は赭色、懲治人（少年または唖者など）は縹色（実際は浅葱色と呼称）の筒袖とし、常衣は長衣、作業衣は短衣とした。また、女服は婦徳を考慮してか全て長衣とし、自殺防止のため非常に短くされた半幅帯を「貝の口」という結び方で締め、外襟の白布に番号を墨書した。1908年（明治41年）の監獄法は甲衣（一般収容者用）と乙衣（少年受刑者・1級受刑者用）、および各々の男子用・女子用を定め、受刑者は同じものを2着渡されて常衣・作業衣として使い分けた。男子用は上衣・ズボン・シャツ、女子用は上衣・下衣・襦袢からなり、それぞれ冬季には綿入れのチョッキ・メリヤスのシャツ・股引が用意された。この間、獄衣の赭色という基調は長く続いたが、1933年（昭和8年）の行刑累進処遇令によって獄中での行状の良否に応じた衣類の区別が導入され、1級は霜降り、2・3級は浅葱色、4級は赭色とされ、後二者は長く「青纏」（あおてん）、「赤纏」（あかてん）と愛称されることになる。1944年（昭和19年）に色は浅葱色に統一するよう定められたが、戦中・戦後の物資不足により赤纏は1948年（昭和23年）まで使われ、青纏も1955年過ぎ（昭和30年代はじめ）まで常用された。
1945年10月、府中刑務所（東京予防拘禁所）に拘禁されていた政治犯を取材した朝日新聞の記事によれば、当時の囚人服の素材はスフ（レーヨン）であったことが記されている。
2022年現在、既決囚ならば官衣（囚人服）の着用は強制である。ただし下着類は自弁も認められる。用途に応じて、次のような木綿製の官衣が支給される。
- 舎房衣 - 上衣、ズボンなどからなり、色はグレーの霜降り。夏は半ズボン、上衣は半そでとなる。冬はチョッキが支給される[13]。
- 工場衣 - 上衣、ズボン、帽子などからなり、色は黄緑。冬はチョッキが支給される[13]。
- パジャマ - 色はグレー地に黒の縦縞[13]。ただし第1類の受刑者に限り自弁が認められる[12]。

### アメリカ合衆国

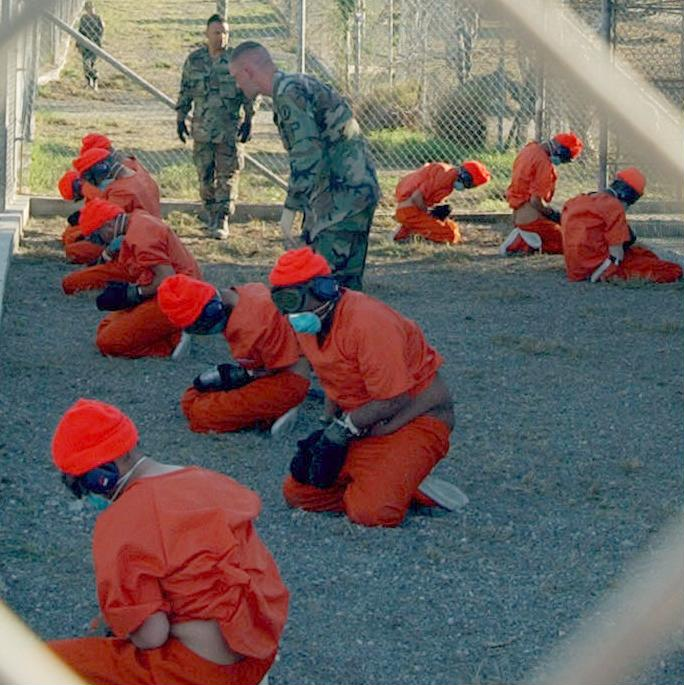
オレンジ色のジャンプスーツを着せられたグァンタナモ基地の被収容者たち（2002年）

アメリカの囚人服には、脱走をより困難にするためよく目立つオレンジ色か黄色のズボンワンピース (ジャンプスーツ、いわゆるつなぎ) か、上下の手術着がよく使われる。脱走した囚人にとって、そのような目立つ衣類で発見や捕獲を免れることは難しいからである。当初の囚人服は、白黒の水平の縞模様だった。
19世紀には広く使われた縞柄の囚人服は、恥辱の印としてそれを使い続けることは望ましくないとみなされるようになり、アメリカでは20世紀初めに廃止された。
20世紀の殆どの期間、囚人の扱いは更生という考え方からはかけ離れたものだった。しかし、囚人たちや増加する非暴力的な労働者階級の犯罪者を公正に扱うという風潮がそれに変化をもたらし、衣類と居住環境は、懲罰というよりは更生という枠組みに従って変化した。その結果、作業衣が導入されたが、それは誠実な労働が収容者たちを誠実な市民に変えるという考えによるものかも知れない。青いジーンズと薄青のデニムあるいはシャンブレー織の作業シャツが一般的になり、この伝統は2013年現在もいくつかの州の刑務所で引き継がれている。連邦刑務所もこの考え方に従いカーキ色のズボンとシャツを導入し、これらは今も使われている。
ズボンワンピースと手術着が一般的になったのはここ20年ほどであり、それは主に経済的な理由による。多くの場合、囚人服は長期収容者に必要とされる快適性と耐久性に見合うような衣類で通常は構成され、こうしてこれらの新しい囚人服は、公判を控えていたりより長期の収容施設への移送を待つ、短期収容者や犯罪者を収容する地方の刑務所で主に使われている。ジャンプスーツを用いる理由は他にも、過去日本で囚人服の帯を短くしたのと同様、自殺用あるいは凶器にもなりうるベルトを囚人に持たせないのもある。
一方、近代司法における囚人に対する更生と人権尊重の論理から、近年世論は懲罰へと傾斜するギャップが拡大しつつあり、囚人服もその手段として用いる風潮が広まりつつある。アリゾナ州の郡保安官であるジョー・アーパイオは縞柄の着心地の悪い衣類を収容者に着せ、例えば男性の囚人にピンク色のアンダーパンツをはかせたりしている。一般の縞柄の囚人服は刑務所制度に広く復活してきているが、これは、ズボンワンピースを着た労働者や手術着を着た看護師・医者が収容者と勘違いされるなど、様々な理由による。似たような衣類を着た人を取り違えて通報するケースがいくつかの郡では問題になってきており、多くの所で縞柄の囚人服への回帰が起こっている。

### イギリス

ブロードアロー

イギリスにおいてかつて囚人服は、白いジャケット、ズボン、ピルボックス帽からなっており、それらはいずれも官給物であることを示す印としてブロードアローがスタンプされていた。
懲役用の囚人服を一面にブロードアローで覆うというアイデアは、エドマンド・デュ・ケイン卿が1870年代に受刑者監督長 (Chairman of Convict Directors) および刑務所の監督長官 (Surveyor-General) に任命された後に初めて導入された。彼は、ブロードアローは脱走の妨げとなり、恥辱の印ともなると考えた。これは確かに受刑者の間で評判が良くなかった。ある受刑者は「布地全体に忌まわしい黒いブロードアローが刻印されていた」と書いている。別の囚人はこの「忌まわしい衣装」を「おとぎ芝居を除けば今まで見た中で最も異常な衣類」と考えていた。公共事業を行なう刑務所へ送られた囚人にはブーツが支給された。オドナヴァン・ロサというある囚人は、次のように記している。「全部で14ポンド（6.4キロ）の重さがあった。身に着けると、その重さで私は地面に根が生えたようになった。それだけでなく、前を歩いている囚人たちの足跡を見ると、彼らが道の溝に残す刻印にぞっとさせられた。ブロードアローという重罪人の刻印が、地面のどの足跡にも刻まれているのだ。ブーツや靴の爪先に矢型が打ちつけられているので、地面のどこを踏んでも、国の所有物がそこを通ったという印を残すことになる。」 ブロードアローの印は1922年まで使われた。
2007年現在、一般の囚人は制服としてワイシャツとズボンにジャケットをはおり、要注意の囚人は黄色と緑の作業服を着せられている。

### フランス
2007年現在、囚人らは完全に私服である。

### デンマーク
2007年現在、囚人らは完全に私服である。

### スイス
2007年現在、当局が各種の服を買い集め、囚人らに支給している。

### 中国
漢代には赭衣（しい）という囚人服が使われた。

### フランス
2022年現在、囚人らは完全に私服である。